# Dario Frigo
Dario Frigo (Saronno, 18 de setembro de 1973) é um ex-ciclista italiano profissional desde o 1996. Iniciou a sua carreira na Saeco. Suas características técnicas são de rodador, ainda que também destaca no contrarrelógio. Venceu algumas etapas no Giro e o Tour e colocou-se a maglia rosa do Giro d'Italia.
A sua carreira estará marcada pelas duas classificações:
- No 2001 no Giro d'Italia acusou-se-lhe de ter substâncias dopantes após a rusga policial feita em San Remo. A sua equipa por aquele então (Fassa Bortolo) despediu-o, seguindo a regulamentação interno. Frigo declarou-se culpado e ficou desclassificado. As análises que se lhe efetuaram demonstraram que não tinha substâncias dopantes nesse momento mas que provavelmente o corredor as tinha tomado.
- Em 2005, ao termo da etapa de Courchevel do Tour de France, foi detido pelas autoridades francesas depois de encontrar-se substâncias dopantes no carro da sua esposa no posto fronteiriço de Albertville.

## Palmarés
| 1999 - Hofbrau Cup, mais 1 etapa 2000 - Giro de Campania - 1 etapa do Giro do Trentino 2001 - Paris-Nice, mais 1 etapa - Tour de Romandia - 1 etapa do Giro d'Italia 2002 - Tour de Romandia, mais 1 etapa - Subida a Urkiola - Campeonato de Zurique - 1 etapa na Paris-Nice - Campeonato da Itália Contrarrelógio - 1 etapa do Tour de France - 2º no Campeonato da Itália de Ciclismo em Estrada | 2003 - 1 etapa do Giro d'Italia - Volta a Valencia, mais 1 etapa - Setmana Catalã, mais 1 etapa - 1 etapa da Paris-Nice 2005 - 1 etapa do Tour de Luxemburgo |

## Resultados nas grandes voltas
| Corrida                | 1996 | 1997 | 1998 | 1999 | 2000 | 2001 | 2002 | 2003 | 2004 | 2005 |
| ---------------------- | ---- | ---- | ---- | ---- | ---- | ---- | ---- | ---- | ---- | ---- |
| Giro d'Italia          | 84º  | 14º  | 42º  | Ab.  | 13º  | Des. | 10º  | 7º   | -    | -    |
| Tour de France         | -    | Ab.  | -    | -    | -    | -    | 25º  | -    | -    | Des. |
| Vuelta a España        | -    | -    | Ab.  | Ab.  | -    | -    | -    | 21º  | -    | -    |
| Mundial em Estrada     | -    | -    | -    | -    | -    | -    | -    | Ab.  | 22º  | -    |
| Mundial Contrarrelógio | -    | -    | -    | -    | 6º   | -    | -    | 5º   | -    | -    |